# Fuck You!
Pour les articles homonymes, voir Fuck You.
Singles de Cee Lo Green
I'll Be Around
(2004) It's OK
(2010)
Pistes de The Lady Killer
Bright Lights, Bigger City
(2) Wildflower
(4)
Fuck You!, censurée en Forget You ou simplement FU pour les versions radios, est une chanson du chanteur américain Cee Lo Green qui est sortie en single de son troisième album studio, The Lady Killer.
Un clip vidéo pour la chanson est sorti sur YouTube le 19 août 2010, avec de la typographie cinétique et avec les paroles de la chanson apparaissent dans différents arrières-plans colorés avec une granularité qui se superpose à la vidéo. La même chose est faite avec des mots en allemand et en espagnol qui traduisent les paroles de la chanson même si la chanson reste en anglais. Le clip vidéo officiel est sorti le 1er septembre 2010.
Un remix avec 50 Cent a une vidéo similaire avec la version originale de la chanson et un remix par le groupe de hip-hop américain Chiddy Bang est sorti. La chanson atteint la première place des classements de singles au Royaume-Uni, aux Pays-Bas et en Israël.
La chanson gagne le Grammy Award de la meilleure performance Urban/Alternative lors de la 53e cérémonie des Grammy Awards le 13 février 2011. La chanson remporte le titre de la meilleure chanson de 2010  dans le sondage Best of 2010 des utilisateurs de Metacritic.

## Versions
La chanson est sortie sous différentes versions, notamment Forget You et FU pour éviter les censures en radio en évitant d'employer l'expression « fuck you! » (« va te faire voir ! »),. Ces trois versions sont vendues sur l'iTunes américain. La version originale, les versions censurées, le clip vidéo et la vidéo avec les paroles sont incluses dans un extended play, appelée Fuck You - Deluxe Single qui est disponible sur l'iTunes store La version originale est sortie le 19 août 2010, la version censurée Forget You le 14 septembre 2010 et la version FU le 21 septembre 2010 dans l'iTunes store américain.
Green et le groupe Scarlet Fever chantent la chanson en direct dans The Colbert Report le mardi 9 novembre 2010 en remplaçant par Fox News, la phrase titre pendant une partie de la chanson. En plus, le premier couplet entier de la chanson est une parodie satirique de Fox News.

## Clip vidéo
Le clip vidéo officiel est sorti le 1er septembre 2010 et est réalisé par Matt Stawski. Prenant place dans un diner, la vidéo raconte les mésaventures de Cee-Lo avec une fille avec laquelle il a le béguin - et est connue dans la vidéo comme « la briseuse de cœurs » (The Heartbreaker). Au début de la vidéo, un jeune Cee Lo propose de laisser jouer la briseuse de cœurs avec son camion en jouet, mais elle l'ignore et marche vers un autre garçon qui a une Ferrari F40 en jouet. Dans ses années de lycée, Cee Lo travaille au diner comme chef. Il tente de séduire la briseuse de cœurs avec un bouquet de fleurs, mais il glisse sur un panier de frites délibérément lâché par un autre garçon. Les fleurs lui échappent des mains et atterrit sur les genoux d'une fille beaucoup plus jeune. Durant ses années d'université, il étudie dans le diner avec une autre femme (et il est son tuteur musical). Il tente alors de séduire la briseuse de cœurs en dessinant une marque de ketchup en forme de cœur sur son assiette de hot-dog que la serveuse tient, mais elle s'approche de lui avec un panier de frites et le déverse sur sa chemise. Enfin de nos jours, quand Cee Lo est maintenant connu comme « The Lady Killer ». Il conduit devant le diner pour trouver la briseuse de cœur qui travaille au diner et qui balaye l'entrée principale. Il la salue avant de partir avec ses choristes.
La version propre de la vidéo contient des éléments refilmés qui ont été mélangés avec des parties de l'original avec par exemple, quand Cee-Lo est sur un écran et qu'il chante les paroles alternatives. La vidéo a tendance à geler pendant une fraction de seconde quand une parole édulcorée est montrée avec sa bouche avant que les lèvres aient lus cette parole.

## Reprises

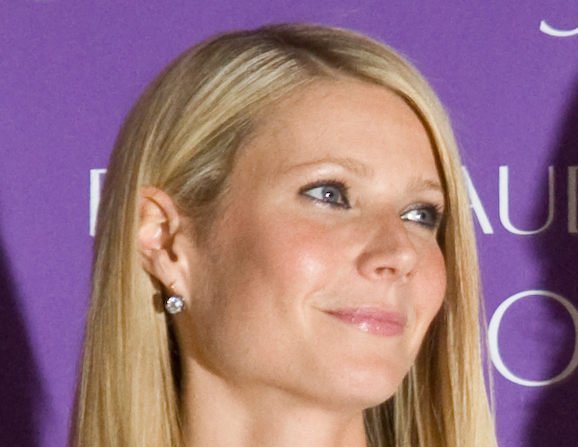
Gwyneth Paltrow reprend la chanson dans un épisode de la série américaine Glee.

Les candidats de la saison 7 du télé-crochet britannique The X Factor ont interprété la version Forget You de la chanson dans l'épisode du 24 octobre 2010. La réponse de Green était « Je l'ai vu, je pense que c'était cool. ». La même version de la chanson est présente dans l'épisode du 16 novembre 2010 de Glee, The Substitute, dans lequel Gwyneth Paltrow chante dessus. Cette version atteint la 11e place du Billboard Hot 100 et contribue à propulser l'original à la neuvième position. Elle est également utilisée à la fin de l'épisode de Super Hero Family intitulé No Ordinary Visitors et qui a été diffusée le 9 novembre 2010. William Shatner interprète sa propre version de la chanson dans Lopez Tonight en remplaçant quelques mots de la chanson. L'artiste de chiptune Brendan "Inverse Phase" Becker sort une parodie pour le hardware 8 bits Nintendo le 27 septembre 2010. Les paroles sont changés pour celui d'une désespéré NES qui chante à sa propriétaire qui l'avait abandonné pour une Sega Genesis. Une vidéo qui accompagne la chanson est sortie qui présente une séquence d'intro qui affiche les paroles « chantées ». The Pretty Reckless chante une reprise dans l'émission de BBC Radio 1 Live Lounge en décembre 2010. Le groupe américain de pop rock All Hail The Crimson King (ou AHTCK) font une reprise de la chanson sur YouTube et dans beaucoup de spectacles en Californie du Sud. L'auteure-compositrice-interprète Sara Bareilles s'est servi de la chanson comme une intro à sa chanson Gonna Get Over You durant certains spectacles de sa tournée Kaleidoscope Heart  en 2010. Le chanteur des Fall Out Boy Patrick Stump reprend le titre durant une reprise a cappella sur YouTube de tous les nommés pour le single de l'année en 2010 aux Grammy Awards. Par ailleurs, une version en langue des signes américaine est également disponible sur YouTube.

## Accueil critique

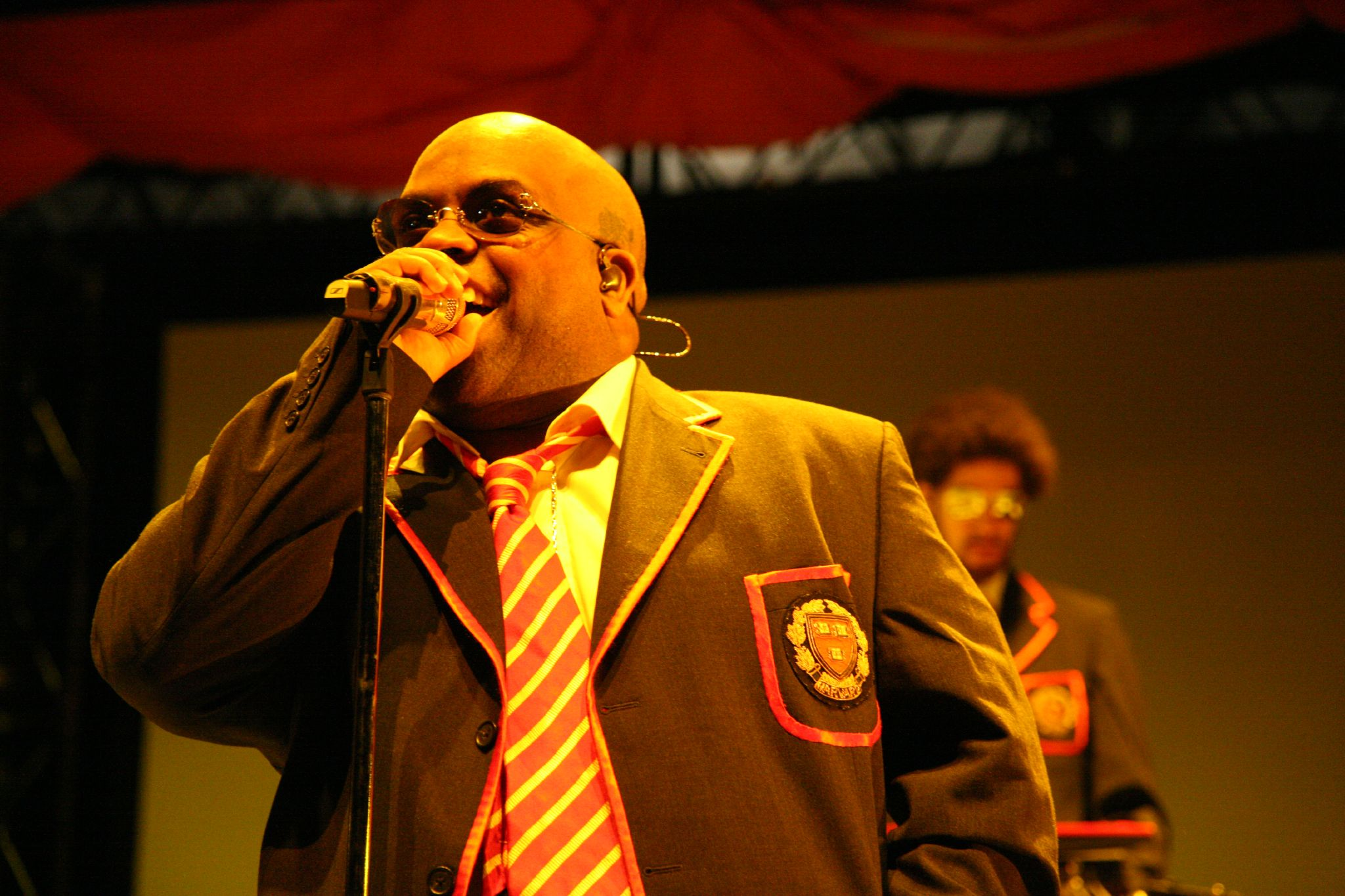

Jason Lipshutz de Billboard donne à la chanson un avis positif en déclarant qu'elle« est aussi pleine de soleil qu'un hit de Motown des années 1960 et aussi chargée de grossièretés qu'une chanson d'Eminem à ses débuts, une combinaison qui répond bien à la voix suraiguë du chanteur et à son sens de l'humour décalé. Sur une ligne de piano brillante, une basse rebondissante et des percussions régulières, Green se débarrasse d'une relationratée avec une croqueuse de diamants en rassemblant les plaisirs simples de la soul old-school autour de vers ironiques et d'un refrain idoinement débordant. ». Nick Levine de Digital Spy donne à la chanson quatre étoiles sur cinq et il écrit: « Comme son titre l'indique, Fuck You est essentiellement un doigt d'honneur qui s'étend au poing d'un single pop — et une chanson glorieusement accrocheuse qui fait taper du pied de la Motown. ».

### Récompenses
La chanson est nommée aux Grammy Awards dans les catégories de l'enregistrement de l'année, de la chanson de l'année, de la meilleure performance Urban/Alternative et gagne ce dernier, et la vidéo est nommée pour le meilleur clip vidéo. Elle est également la chanson numéro de 1 pour le magazine Time.

## Interprétations en direct
Green chante avec son groupe de tournée entièrement féminin, Scarlet Fever dans
Taratata,
Reeperbahn Festival,,
Later... with Jools Holland, BBC Radio,, Late Show with David Letterman, le 19e téléthon annuel Children in Need, l'émission de Noël du programme de classement de BBC1 Top of the Pops, Saturday Night Live, et beaucoup d'autres. Green chante aussi à la 53e cérémonie des Grammy Awards avec Gwyneth Paltrow et les Muppets, à WWE SummerSlam en compagnie des lutteuses Brie Bella, Nikki Bella, Rosa Mendes et Alicia Fox et aux BRIT Awards 2011 avec Paloma Faith.

## Liste des pistes
Sources, :
CD single Royaume-Uni
1. Forget You – 3:42
2. Fuck You! – 3:42

Single 2 pistes Europe
1. Fuck You! – 3:42
2. Georgia - 3:46

Maxi Single Europe
1. Fuck You!– 3:42
2. Forget You – 3:42
3. Forget You (Le Castle Vania Remix) – 4:38
4. Georgia– 3:46
5. Grand Canyon – 3:27
6. Fuck You! (vidéo) – 3:42

Téléchargement
1. Fuck You! – 3:42
2. Forget You – 3:42
3. Fuck You! (vidéo) – 3:42
4. Fuck You! (vidéo avec paroles) – 3:42

Single Vinyle USA
1. Fuck You! - 3:42 (Face A)
2. Fuck You! (Instrumental) - 3:42 (Face B)

## Classements et certifications
Le single entre dans le top dix des classements de singles en Australie, en Belgique (Flandre), au Canada, en Danemark, en Hongrie, en Irlande, en Nouvelle-Zélande, en Espagne et en Suède. Aux États-Unis, la chanson débute à la 69e place du Hot Digital Songs et la 96e position du Billboard Hot 100. Il prend la seconde place du Billboard Hot 100 après avoir chanté la chanson à la 53e cérémonie des Grammy Awards avec Gwyneth Paltrow et les Muppets. Il est certifié disque d'or le 5 novembre 2010 et le single s'est vendu à 2,2 millions de téléchargements depuis sa sortie.
| Classement (2010-2011)                  | Meilleure position |
| --------------------------------------- | ------------------ |
| Australie (ARIA)                        | 5                  |
| Belgique (Flandre Ultratop 50 Singles)  | 12                 |
| Belgique (Wallonie Ultratop 50 Singles) | 27                 |
| Canada (Hot 100)                        | 7                  |
| Tchéquie (IFPI Rádio)                   | 21                 |
| Danemark (Tracklisten)                  | 2                  |
| Europe (Hot 100)                        | 3                  |
| France (SNEP)                           | 86                 |
| France (SNEP Téléchargement)            | 33                 |
| Allemagne (Media Control AG)            | 11                 |
| Hongrie (Rádiós Top 40)                 | 5                  |
| Irlande (IRMA)                          | 6                  |
| Japon (Hot 100)                         | 52                 |
| Pays-Bas (Nederlandse Top 40)           | 1                  |
| Nouvelle-Zélande (RMNZ)                 | 5                  |
| Écosse (OCC)                            | 1                  |
| Slovaquie (IFPI Rádio)                  | 7                  |
| Suède (Sverigetopplistan)               | 6                  |
| Suisse (Schweizer Hitparade)            | 13                 |
| Royaume-Uni (UK R&B Chart)              | 1                  |
| Royaume-Uni (UK Singles Chart)          | 1                  |
| États-Unis (Hot 100)                    | 2                  |
| États-Unis (Alternative Songs)          | 33                 |
| États-Unis (R&B/Hip-Hop Songs)          | 62                 |
| États-Unis (Pop Airplay)                | 11                 |

| Classement (2010) | Position |
| ----------------- | -------- |
| Australie         | 23       |
| Europe            | 72       |
| Canada            | 77       |
| Pays-Bas          | 39       |
| Allemagne         | 97       |
| Royaume-Uni       | 12       |

| Pays             | Certification |
| ---------------- | ------------- |
| Australie        | 2 × Platine   |
| Canada           | Platine       |
| Danemark         | Or            |
| Nouvelle-Zélande | Platine       |
| Royaume-Uni      | Platine       |
| États-Unis       | Or            |

## Historique des sorties
| Pays        | Date           | Format    | Label   |
| ----------- | -------------- | --------- | ------- |
| États-Unis  | 19 août 2010   | CD single | Elektra |
| Royaume-Uni | 4 octobre 2010 | CD single | Elektra |